# Pterygotrigla acanthomoplate
Pterygotrigla acanthomoplate és una espècie de peix pertanyent a la família dels tríglids.

## Descripció
- No presenta punts negres al dors.[2]

## Hàbitat
És un peix marí, demersal i de clima tropical que viu entre 333-500 m de fondària.

## Distribució geogràfica
Es troba al Pacífic occidental central: les illes Filipines.

## Observacions
És inofensiu per als humans.